# 井倉峡

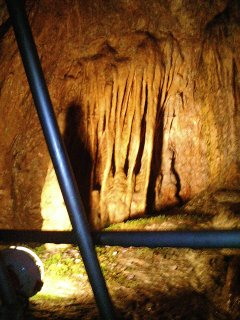
井倉洞

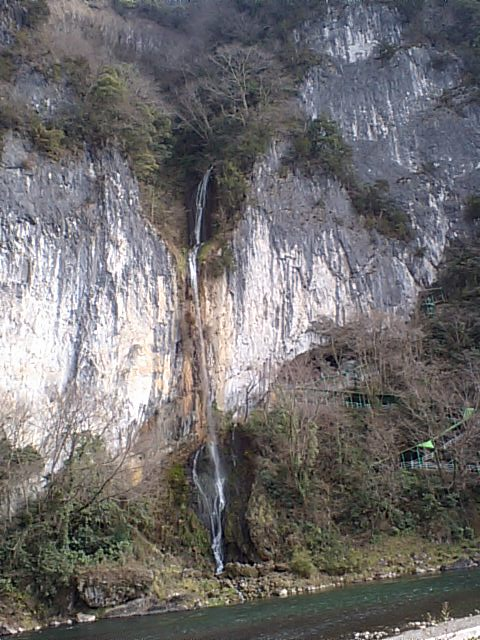
井倉の滝

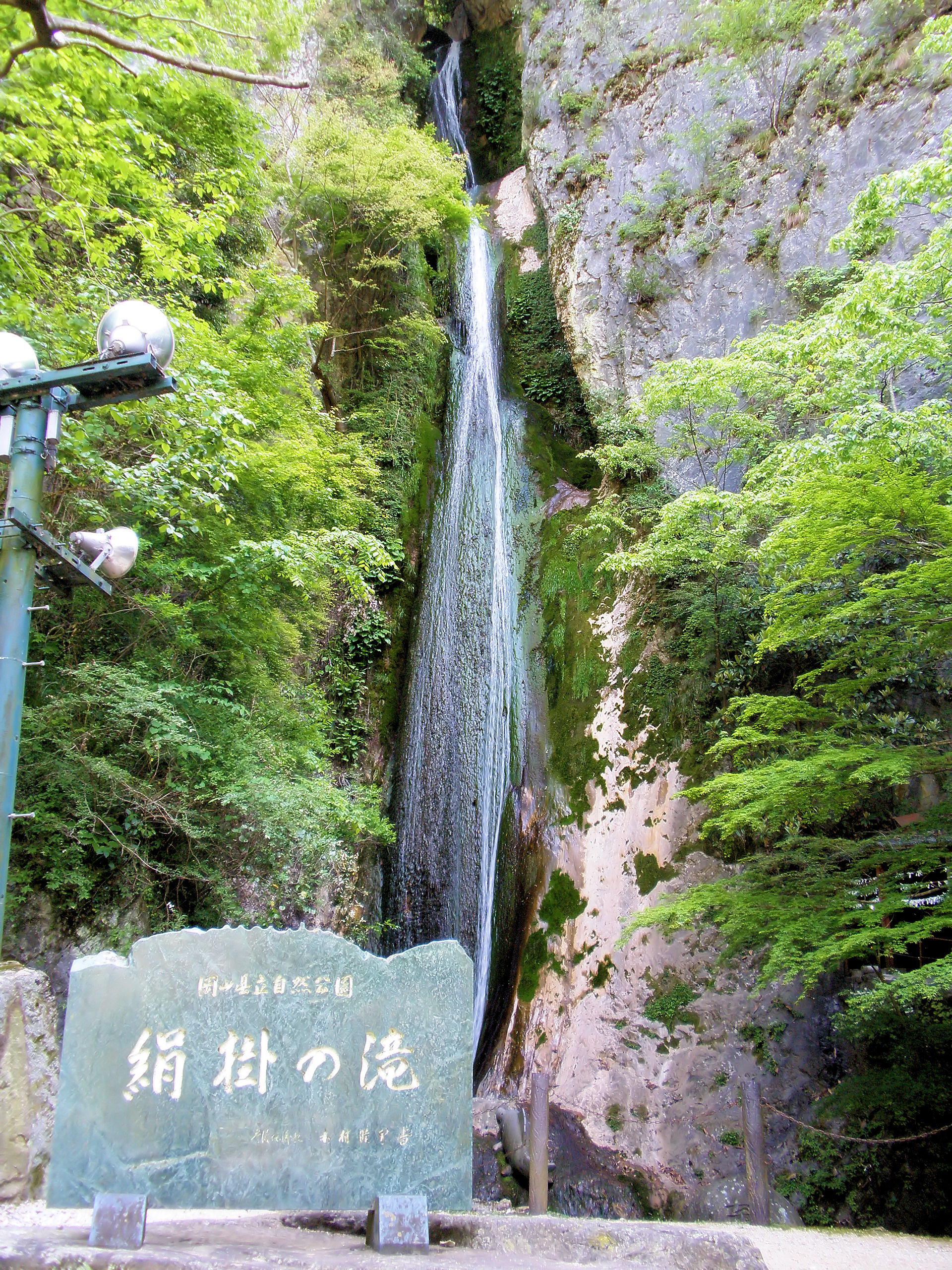
絹掛の滝

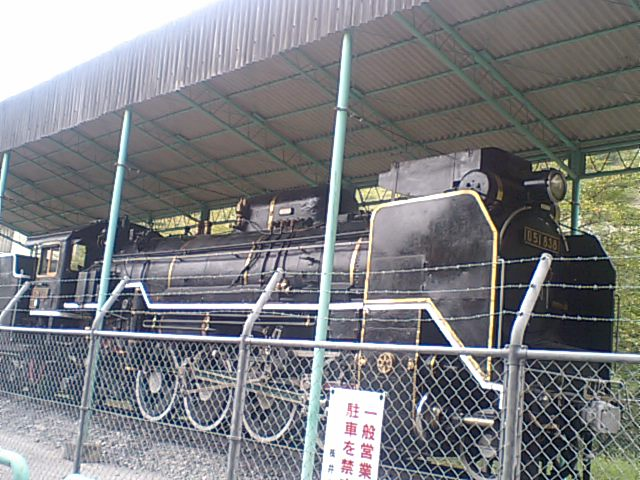
駐車場に静態展示されているD51-838

井倉峡（いくらきょう）は、岡山県新見市井倉にある、高梁川の流域のカルスト台地である阿哲台を中心とするエリアに、滝、鍾乳洞などが点在する風光明媚な景勝地域。岡山県高梁川上流県立自然公園特別地域。

## 概要

### 井倉洞
高さ240mの石灰岩の壁面に入口がある、全長1,200m、高低差90mの鍾乳洞。1958年に初めて発見され、翌1959年には新見市によって観光地として開発が進められた。内部には地下河川が流れ、また高さ50mの「地軸の滝」もある。それ以外にも珍しいさまざまな鍾乳石が存在する。岡山県指定天然記念物。

### 井倉の滝
井倉洞のすぐ横の断崖を落ちる、高さがおよそ70mの滝。井倉洞内の地下水を洞外へ排水するために作られた人工滝である。

### 絹掛の滝
国道180号沿いにある、高さがおよそ60mの3段の滝。一般に絹掛の滝と呼ばれているのは、最下段の高さおよそ50ｍの部分である。岸壁に白く絹を垂らしたような優雅な滝に見えることから絹掛の滝と呼ばれている。紅葉の季節にはとくに絶景である。滝の裏側にある「奥の院」からは滝越しの景色を眺める事ができ、不動明王が安置されているので別名｢不動の滝」とも呼ばれる。新見市指定名勝。

## 料金・交通
- 井倉洞、絹掛の滝ともに無料駐車場あり(かつて井倉洞には民間経営の有料駐車場が存在したが、現在は直営の仮駐車場となり無料開放されている。)井倉洞への入場は大人1000円、中学生800円、小学生500円。
- 井倉洞近隣には宿泊施設と食事所があり。絹掛の滝は駐車場内にはかつてコンビニがあったが2016年（平成28年）に閉店した。
- JR伯備線井倉駅から井倉洞まで徒歩15分。

## その他
- 井倉洞の駐車場敷地内には国鉄D51形蒸気機関車838号が静態展示されている。屋根付き保存で状態は良好である。この機関車は1971年（昭和46年）にお召し列車を牽引しており、その当時取り付けられた鳳凰のレプリカが取り付けられている。